# Snow Live
Snow Live è il nono album dal vivo del gruppo musicale statunitense Spock's Beard, pubblicato il 10 novembre 2017 dalla Radiant Records e dalla Metal Blade Records.

## Descrizione
Contiene il concerto tenuto dal gruppo al Morsefest 2016 per celebrare i quasi 15 anni dall'uscita del loro sesto album Snow, durante la quale si sono uniti per l'occasione anche i componenti storici Neal Morse e Nick D'Virgilio, segnando la loro prima esibizione rispettivamente dal 2002 e dal 2011, portando la formazione a comprendere sette elementi. Oltre all'album, suonato nella sua interezza, sono stati eseguiti June (tratto dal terzo album The Kindness of Strangers) e Falling for Forever, quest'ultimo al suo debutto dal vivo.

Riguardo alla concezione del progetto, lo stesso Morse ha dichiarato:

## Tracce
Testi e musiche di Neal Morse, eccetto dove indicato.
CD 1
1. Made Alive/Overture – 5:41 – riportate come due tracce separate nel retro
2. Stranger in a Strange Land – 4:33
3. Long Time Suffering – 6:06
4. Welcome to NYC – 3:26
5. Love Beyond Words – 3:40
6. The 39th Street Blues (I'm Sick) – 4:10
7. Devil's Got My Throat – 7:25
8. Open Wide the Flood Gates – 5:41
9. Open the Gates Part 2 – 2:58
10. Solitary Soul – 8:31 (Neal Morse, Alan Morse)
11. Wind at My Back – 5:44
12. Second Overture – 3:31 (Neal Morse, Alan Morse, Dave Meros, Ryo Okumoto, Nick D'Virgilio)
13. 4th of July – 3:04 (Neal Morse, Alan Morse, Dave Meros, Ryo Okumoto, Nick D'Virgilio)
14. I'm the Guy – 4:33
15. Reflection – 2:16
16. Carie – 4:25

CD 2
1. Looking for Answers – 5:27 (Nick D'Virgilio)
2. Freak Boy – 2:19
3. All Is Vanity – 4:31
4. I'm Dying – 5:03
5. Freak Boy Part 2 – 2:51
6. Devil's Got My Throat Reprise – 2:07
7. Snow's Night Out – 2:06
8. Ladies and Gentlemen, Mister Ryo Okumoto on the Keyboards – 5:33
9. I Will Go – 5:39
10. Made Alive Again/Wind at My Back – 7:10
11. June – 6:14
12. Falling for Forever – 27:07

DVD 1
1. Snow Part One and Two

DVD 2
1. June
2. Falling for Forever
3. Behind the Scenes Feature - The Making of Snow Live

## Formazione
Gruppo
- Neal Morse – voce principale, pianoforte, sintetizzatore, chitarra acustica
- Alan Morse – chitarra elettrica, voce
- Ryo Okumoto – organo Hammond, pianoforte, minimoog, MainStage, vocoder, Vortex
- Dave Meros – basso, voce
- Nick D'Virgilio – batteria, percussioni, voce principale
- Ted Leonard – chitarra, voce principale
- Jimmy Keegan – batteria, percussioni, voce principale

Altri musicisti
- Ben Clark – tromba
- Nate Heffron – sassofono tenore

Produzione
- Rich Mouser – missaggio, mastering
- Victor Alfaro – montaggio digitale aggiuntivo

## Classifiche
| Classifica (2017) | Posizione massima |
| ----------------- | ----------------- |
| Germania          | 93                |